# Port de Bissau

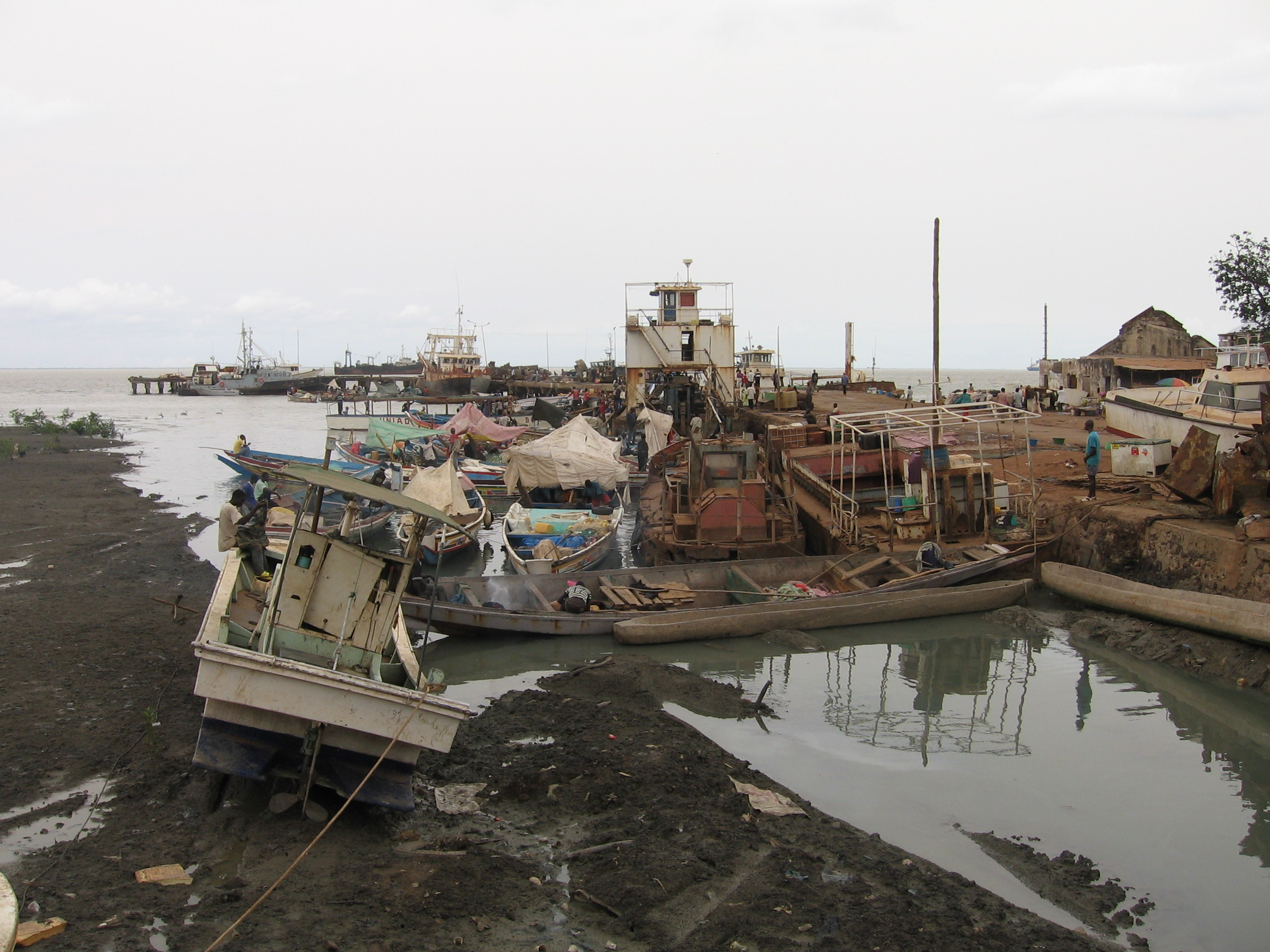
Port de Bissau

El Port de Bissau, també conegut com a Porto Pidjiguiti, és el principal port de Guinea Bissau. Està situat al riu Geba, que passa per la capital Bissau. Compta amb dos molls i un embarcador. Els molls del port de Pidjiguiti foren el lloc de la massacre de Pijiguiti el 3 d'agost de 1959. Un el capità del port manté un  llum a la catedral de Bissau.

## Descripció
El port està situat al riu Geba. El seu canal té una profunditat d'11 a 12 metres i un moll de càrrega de 7,9 a 9,1 metres. Compta amb instal·lacions de grues de fins a 50 tones. El port de càrrega té dos molls, un moll al sud-oest i un més recent al nord-est. El més recent en forma de "T" té 260 metres de llarg i va ser construït el 1993. El moll de connexió té 260 x 24 metres, i proporciona accés a la riba. Trenta anys abans de 2013, el canal va ser dragat per proporcionar un calat de 12 metres. No obstant això, es diu que l'actual calat és de 7 metres. La torre de la catedral de Bissau allotja una llum que guia els vaixells per l'estuari del riu Geba al Port de Bissau. La llum és mantinguda per la Capitania dos Portos, Serviços de Marinha.

## Història
El port té gran importància per a la història i el desenvolupament econòmic de la nació. Donada la importància del port per a l'economia nacional, i les instal·lacions del port anteriorment pobres, en la dècada de 2010 es va produir una gran quantitat d'inversió. Això va facilitar el creixement de la indústria minera al país, amb l'exportació de bauxita. Els plans per desenvolupar el port per donar suport a l'exportació de la bauxita es remunten almenys a 1983, quan es va anunciar un projecte de 47.400.000 $.
Els molls del port de Pijiguiti foren el lloc de la massacre de Pijiguiti, que va tenir lloc el 3 d'agost de 1959, quan la policia va disparar contra els treballadors portuaris, matant 50 i ferint a més de 100 persones. Els estibadors prepararen el seu primer atac, organitzat pel Partit Africà per la Independència de Guinea i Cap Verd (PAIGC), marcant el començament d'una forta resistència contra l'autoritat colonial portuguesa. Un monument d'un gran puny negre commemora la matança. Alguns edificis antics es mantenen al voltant de la zona del port, incloent les casernes militars del segle xviii i l'antiga presó.

## Operacions portuàries
El port de Bissau va ser dissenyat per a utilitzar 5.000 contenidors a l'any, però avui en serveix gairebé cinc vegades més. Una conseqüència de la seva capacitat sobrecarregada són els alts costos relacionats amb el seu funcionament.
| Despeses de manipulació del port - cost comparatiu Dakar, Banjul & Bissau | Despeses de manipulació del port - cost comparatiu Dakar, Banjul & Bissau | Despeses de manipulació del port - cost comparatiu Dakar, Banjul & Bissau | Despeses de manipulació del port - cost comparatiu Dakar, Banjul & Bissau |
| ------------------------------------------------------------------------- | ------------------------------------------------------------------------- | ------------------------------------------------------------------------- | ------------------------------------------------------------------------- |
|                                                                           | Banjul                                                                    | Dakar                                                                     | Bissau                                                                    |
| Dies al port                                                              | 14                                                                        | 12                                                                        | 16                                                                        |
| Despesa total (USD)                                                       | 11 9387                                                                   | 71 094                                                                    | 96 162                                                                    |

Font: World Bank ; African Development Bank study on the transport sector in Guinea-Bissau